# Straddle
Straddle is een term uit de handel in opties.
Een straddle houdt in dat tegelijkertijd call- en put-opties op eenzelfde aandeel met eenzelfde expiratiedatum en uitoefenprijs gekocht of verkocht worden. Men spreekt over "long gaan" als er een put en call (straddle) wordt gekocht, terwijl het verkopen van de combinatie (die men niet in bezit heeft) "short gaan" genoemd wordt. 
Als de uitoefenprijs gelijk is aan de beginwaarde van het onderliggende aandeel geldt het volgende.
Men kan een straddle kopen als men een beweging verwacht van de waarde van het onderliggende aandeel, terwijl men niet weet of dit omhoog of omlaag zal zijn. Als het aandeel omhoog gaat, oefent men de calloptie uit, als het aandeel omlaag gaat, oefent men de putoptie uit, in beide gevallen met winst. Het enige risico dat men loopt is dat de gekochte straddle waardeloos afloopt als de verwachte beweging uitblijft of erg klein is.
Men verkoopt een straddle (short gaan) als men weinig verandering verwacht van de waarde van het onderliggende aandeel, en dan hoopt te profiteren van de afnemende premiewaarde (kostprijs van de straddle) door het verlopen van de tijd. In het beste geval blijft de waarde van het onderliggende aandeel gelijk: dan wordt geen van beide opties uitgeoefend waardoor de gehele ontvangen premie winst is. (De waarde van de straddle neemt af naarmate de expiratiedatum dichterbij komt). De premie wordt onder meer bepaald door de verwachtingswaarde. 
Men kan ook een straddle kopen of verkopen op bijvoorbeeld een beursindex of de koers van een obligatie.